# Hofstetten (Oberbayern)
Hofstetten er en kommune i Landkreis Landsberg am Lech, Regierungsbezirk Oberbayern i den tyske delstat Bayern. Den er en del af Verwaltungsgemeinschaft Pürgen.

## Inddeling
Ud over Hofstetten, er der i kommunen landsbyen Hagenheim med bebyggelserne Grünsink og Memming.